# Euclides Tsakalotos
Euclides Tsakalotos (em grego: Ευκλείδης Τσακαλώτος), nascido em 1960 em Roterdão, na Holanda, é um economista e político grego, Ministro das Finanças do Governo Tsipras desde julho de 2015.

## Biografia

### Família
É casado com Heather D. Gibson, uma economista britânica. É sobrinho do falecido Thrasyvoulos Tsakalotos, Chefe de Estado-Maior do Exército da Grécia que lutou na I Guerra Mundial, na Guerra Greco-Turca de 1919-1922, na II Guerra Mundial e na Guerra Civil da Grécia.

### Estudos e carreira profissional
Frequentou a St. Paul's School em Londres antes de cursar Política, Filosofia e Economia na Universidade de Oxford. Mais tarde tirou um mestrado na Universidade de Sussex e um doutoramento em 1989 na Universidade de Oxford.
De 1989 a 1990 trabalhou como investigador na Universidade de Kent. Lecionou na Universidade de Kent (de outubro de 1990 a junho de 1993) e na Universidade de Economia de Atenas (de outubro de 1994 a setembro de 2010). Desde 2010 é professor de Economia na Universidade Nacional Capodistriana de Atenas.
Escreveu alguns livros sobre políticas económicas gregas e internacionais. Em 1991, publicou Estratégias Económicas Alternativas: o Caso da Grécia, em que defendeu Andréas Papandréu e as suas tentativas de criar uma política económica progressiva face à ortodoxia neoliberal de Margaret Thatcher e Ronald Reagan.
Foi membo do Comité Executivo da POSDEP (Federação Helénica das Associações de Professores Universitários).

### Envolvimento político
Na Universidade de Oxford, Tsakalotos entrou na juventude do Partido Comunista da Grécia. No início da década de 1990, aderiu ao Synaspismos que acabou por se tornar o maior partido integrante do SYRIZA. É membro do Comité Central do SYRIZA e é descrito como "o cérebro da política económica do partido".
Nas eleições legislativas gregas de maio de 2012, foi eleito deputado do Parlamento Helénico pelo SYRIZA. Foi reeleito em 17 de junho de 2012 e em 25 de janeiro de 2015.
Depois das eleições legislativas de 2015, Tsakalotos foi nomeado Vice-ministro dos Negócios Estrangeiros do Governo de Alexis Tsipras. No final de abril, Tsakalotos passou a ser o coordenador do grupo de negociação grego com os representantes dos credores.
Depois do referendo grego de 5 de julho de 2015, o Ministro das Finanças grego Yanis Varoufakis demitiu-se do cargo, a 6 de julho, e Euclides Tsakalotos seguiu-o na posição.

## Publicações

### Livros
- Crucible of Resistance: Greece, the Eurozone and the World Economic Crisis. Euclid Tsakalotos e Christos Laskos. (Londres, Chicago: Pluto Press, 2013)
- Alternative Economic Strategies: The Case of Greece. Euclid Tsakalotos. (Aldershot: Avebury Publishers, 1991)

### Artigos e dissertações
- «Contesting Greek Exceptionalism: the political economy of the current crisis» (documento de trabalho, 2010 para a Conferência Conjunta de 2011 do Observatório Helénico da Escola de Economia de Londres com a Escola Britânica em Atenas)
- «Homo economicus and the reconstruction of political economy: six theses on the role of values in economics» (Cambridge Journal of Economics, 2005, vol. 29, pp. 893–908)
- «Capital flows and speculative attacks in prospective EU member states» (com Heather Gibson, Bank of Greece, documento de trabalho, 2003)
- «A Unifying Framework for Analysing Offsetting Capital Flows and Sterilisation: Germany and the ERM» (com Sophocles Brissimis e Heather Gibson, International Journal of Finance & Economics, 2002, vol. 7, 1, pp. 63–78)
- «Internal vs External Financing of Acquisitions: Do Managers Squander Retained Profits» (com Andrew Dickerson and Heather Gibson, Studies in Economics, 1996; Oxford Bulletin of Economics and Statistics, 2000)
- «Are Aggregate Consumption Relationships Similar Across the European Union» (com Alan Carruth e Heather Gibson, Regional Studies, vol. 33, n.º 1, 1999)
- «Business Cycle Correspondence in the European Union» (Empirica – Journal of European Economics, 1998)
- «Takeover Risk and the Market for Corporate Control: The Experience of British Firms in the 1970s and 1980s» (com Andrew Dickerson e Heather Gibson, 1998)
- «The Political Economy of Social Democratic Economic Policies: The Pasok Experiment in Greece» (Oxford Review of Economic Policy, 1998)
- «Deterring Takeover: Evidence from a Large Panel of UK Firms» (Empirica – Journal of European Economics, 1997)
- «The Impact of Acquisitions on Company Performance: Evidence from a Large Panel of UK Firms» (com Andrew Dickerson e Heather Gibson, Oxford Economic Papers New Series, vol. 49, n.º 3 (julho 1997), pp. 344–361; 1997)
- «Short-Termism and Underinvestment: The Influence of Financial Systems» (com Andrew Dickerson e Heather Gibson, The Manchester School of Economic & Social Studies, vol. 63, n.º 4, pp. 351–67, 1995)
- «The scope and limits of financial liberalisation in developing countries: A critical survey» (Journal of Development Studies, 1994)
- «Income inequality in corporatist and liberal economies: a comparison of trends within OECD countries» (International Review of Applied Economics, 1994)
- «Testing a Flow Model of Capital Flight in Five European Countries» (com Heather Gibson, The Manchester School, vol. 61, n.º 2, pp. 144–166, junho 1993)
- «European Monetary Union and Macroeconomic Policy in Southern Europe: the Case for Positive Integration» (Journal of Public Policy, vol. 11, n.º 3, julho 1991, pp. 249–273)